# داركو ياناسكوفيتش
دانييل داركو ياناسكوفيتش (بالصربية: Daniel Darko Janacković) المعروف باسم داركو ياناسكوفيتش (مواليد 11 مايو 1967) مدرب كرة قدم فرنسي الجنسية صربي المولد ولاعب كرة قدم سابق. يتولى حاليا تدريب نادي صحار الرياضي العماني.

## السيرة لاعبا
ولد ونشأ في بيروت بيوغوسلافيا. بدأ مسيرته الكروية في عام 1978 مع نادي بارتيزان الذي يقع مقره في العاصمة بلغراد. في عام 1980 انتقل إلى فرنسا حيث انضم إلى نادي دييب.

### يوغوسلافيا
بدأ مسيرته المهنية الكروية في عام 1986 مع نادي الدرجة الممتازة اليوغوسلافية رادنيتشكي بيروت الواقع في مسقط رأسه. في عام 1987 انتقل إلى بلغراد حيث وقع عقدا لمدة عام واحد مع نادي أو إف كيه بيوغراد الذي يلعب أيضا في الدرجة الممتازة.

### البرتغال
في عام 1988 انتقل من يوغوسلافيا إلى البرتغال حيث وقع عقدا لمدة عامين مع نادي الدرجة الثانية موريرينزي. في عام 1990 انتقل إلى مدينة آويرو حيث وقع على عقد لمدة عامين مع نادي بيرا مار الذي يلعب في الدرجة الأولى. قرر اعتزال اللعب في عام 1992 بسبب وقوع حادث سيارة له.

## السيرة مدربا
يحمل داركو رخصة الاتحاد الأوروبي لكرة القدم فئة أ وهي ثاني أعلى مؤهل تدريب في كرة القدم الأوروبية وقد استلمه من اتحاد صربيا لكرة القدم في عام 2009.

### يوغوسلافيا
بدأ مسيرته التدريبية في عام 2000 مع فريق تحت 19 عام في ناديه السابق بارتيزان حيث عمل مساعدا للمدرب الصربي زفونكو زيفكوفيتش وقد ساعدهم في الحصول على كأس يوغوسلافيا تحت 19 سنة.
في عام 2001 انتقل إلى بلغراد حيث تم تعيينه في منصب مدرب نادي أو إف كيه بيوغراد تحت 18 سنة وساعدهم في تحقيق المركز الثالث في بطولة الدوري موسم 2001-2002.
في وقت لاحق من عام 2002 عاد إلى مسقط رأسه بيروت حيث تم تعيينه في منصب مدرب ناديه السابق رادنيتشكي بيروت في الدرجة الثانية. ساعد ناديه على التأهل لمرحلة الدور ربع النهائي من كأس يوغوسلافي 2002.

### فرنسا
في عام 2004 انتقل إلى فرنسا للتعاقد على تولي تدريب نادي أفيون الذي يلعب في دوري الهواة والذي يقع مقره في مدينة أفيون.

### صربيا
في عام 2006 عاد إلى صربيا حيث وقع عقدا لمدة عام واحد لتولي تدريب نادي هايدوك كولا الذي يلعب في الدرجة الممتازة.

### العودة إلى فرنسا
عاد إلى فرنسا في عام 2007 للعمل كشاف ماهب لصالح نادي ميتز من الدرجة الأولى.

### الجزائر
في عام 2008 انتقل مرة أخرى من صربيا وهذه المرة إلى شمال أفريقيا وأكثر دقة إلى الجزائر حيث تم تعيينه في منصب مدرب وفاق سطيف.
في وقت لاحق من عام 2008 انتقل إلى قسنطينة حيث تم تعيينه مدربا لفريق شباب قسنطينة.
في يناير 2009 تولى تدريب الفريق الآخر لمدينة قسنطينة وهو مولودية قسنطينة وساعدتهم على الحلول خامسا في بطولة الدوري.
حصل أيضا على جائزة أفضل مدرب في موسم 2008-09.

### إندونيسيا
في عام 2010 انتقل مرة أخرى من صربيا وهذه المرة إلى إندونيسيا حيث تم تعيينه مدربا لنادي دوري السوبر برسيب باندونغ لمدة عام. اعتبرت صفقة التعاقد معه أغلى صفقة في ذلك الموسم في إندونيسيا.

### البحرين
انتقل إلى منطقة الشرق الأوسط وبشكل أدق إلى البحرين في يوليو 2012 حيث تم تعيينه مدربا لنادي الرفاع الشرقي الذي يلعب في الدرجة الأولى لمدة عام واحد.

### العودة إلى إندونيسيا
في يناير 2013 عاد إلى إندونيسيا حيث تم تعيينه مدربا لنادي دوري السوبر بيرسيباسي باندونغ رايا.

### العودة إلى الجزائر
في عام 2014 عاد إلى الجزائر وأكثر دقة إلى بلدية الأربعاء حيث بدأ تدريب نادي أمل الأربعاء الذي ينافس في الرابطة الجزائرية المحترفة الأولى لكرة القدم.

### عمان
في 23 يناير 2016 عاد إلى منطقة الشرق الأوسط وهذه المرة إلى عمان لتولي تدريب نادي صحار الرياضي الذي يقع مقره في ولاية صحار والذي ينافس في دوري المحترفين العماني لما تبقى من موسم 2015-2016. في 29 مارس 2016 قررت إدارة النادي فسخ العقد معه بعدما حل الفريق خامسا في بطولة الدوري ووصيفا في بطولة كأس الدوري المحترفين.

## الدورات التدريبية
حظي بفرصة المشاركة في العديد من الدورات التدريبية تحت إشراف كبار المدربين الأوربيين مثل أرسين فينغر من نادي أرسنال في أغسطس 2002 ورينالد دينو من ريال سوسيداد في يناير 2003 وفيسنتي ديل بوسكي من ريال مدريد في فبراير 2003.

## روابط خارجية
- داركو ياناسكوفيتش على موقع قاعدة بيانات كرة القدم.إي يو (الإنجليزية)